# Udai Singh II
Udai Singh II (Forte Chittor, 4 agosto 1522 – Gogunda, 28 febbraio 1572), fu maharana di Mewar dal 1540 al 1572 e fondatore della città di Udaipur nello stato odierno del Rajasthan in India.
Fu il 53º maharana dei Mewar e il quarto figlio del maharana Rana Sanga e della Rani Karnavati.

## Biografia
Nacque dopo la morte di suo padre, Rana Sanga, quando era salito al trono Ratan Singh II. Ratan Singh II venne assassinato nel 1531 e gli succedette il fratello Maharana Vikramaditya Singh. Durante il regno di Vikramaditya, quando il sultano turco di Gujarat Bahadur Shah saccheggiò Forte Chittor nel 1534, Udai Singh venne inviato a Bundi per sicurezza. Nel 1537, Banbir uccise Vikramaditya ed usurpò il trono. Egli provò ad uccidere anche Udai Singh, ma la sua balia Panna Dai sacrificò suo figlio Chandan per salvare Udai dal malvagio zio Banbir e lo portò a Kumbhalgarh. Lei non chiese nulla nulla in cambio e si ritirò a vivere a Bundi non permettendo ad Udai Singh di venire a conoscerla. Visse in segreto nel Kumbhalgarh per due anni, sotto le vesti di una nipote del governatore Asha Shah Depura (Maheshwari).
Nel 1540, Udai venne incoronato a Kumbhalgarh dai nobili del regno di Mewar. Il suo figlio primogenito, Maharana Pratap, avuto dalla prima moglie, Maharani Jaivantabai Songara (figlia di Akhey Raj Songara di Jalore), nacque quello stesso anno. Ebbe ventidue mogli e più di 56 figli e 22 figlie. La sua seconda moglie, Sajjabai Solankini diede alla luce suo figlio Shakti, Sagar Singh e Vikram Dev. Dheerbai Bhattiyani fu la sua moglie favorita e madre di suo figlio Jagmal Singh e delle figlie Chand Kanwar e Maan Kanwar. La sua quarta moglie fu Rani Veerbai Jhaala figlia di Rana Jaith Singh di Kherwa.
Nel 1562, diede rifugio a Baz Bahadur di Malwa. Prendendo spunto da questo, l'imperatore Akbar attaccò Mewar nell'ottobre del 1563. Il 23 ottobre 1567 Akbar piantò il suo accampamento nella pianura di Chittor. Secondo Kaviraj Shyamaldas, Udai Singh tenne un consiglio di guerra. I nobili gli suggerirono di rifugiarsi sulle colline con le principesse, lasciando una guarnigione a Forte Chittor. Udai Singh si ritirò a Gogunda (che successivamente divenne la sua capitale temporanea) lasciando Chittor nelle mani dei suoi leali compagni Rao Jaimal e Patta. Akbar espugnò Chittor, dopo un lungo periodo di assedio, il 25 febbraio 1568. Successivamente Udai trasferì la sua capitale nella città da lui fondata di Udaipur. Morì nel 1572 a Gogunda. Prima della sua morte, Jagmal tentò di usurpare il trono, ma i nobili Mewar glielo impedirono. Alla sua morte gli succedette Maharana Pratap Singh il 1 marzo 1572.